# Monobella calva
Monobella calva is een springstaartensoort uit de familie van de Neanuridae. De wetenschappelijke naam van de soort is voor het eerst geldig gepubliceerd in 1998 door Bedos & Deharveng.